# Miejskie Muzea Sztuki Współczesnej i Viadriny

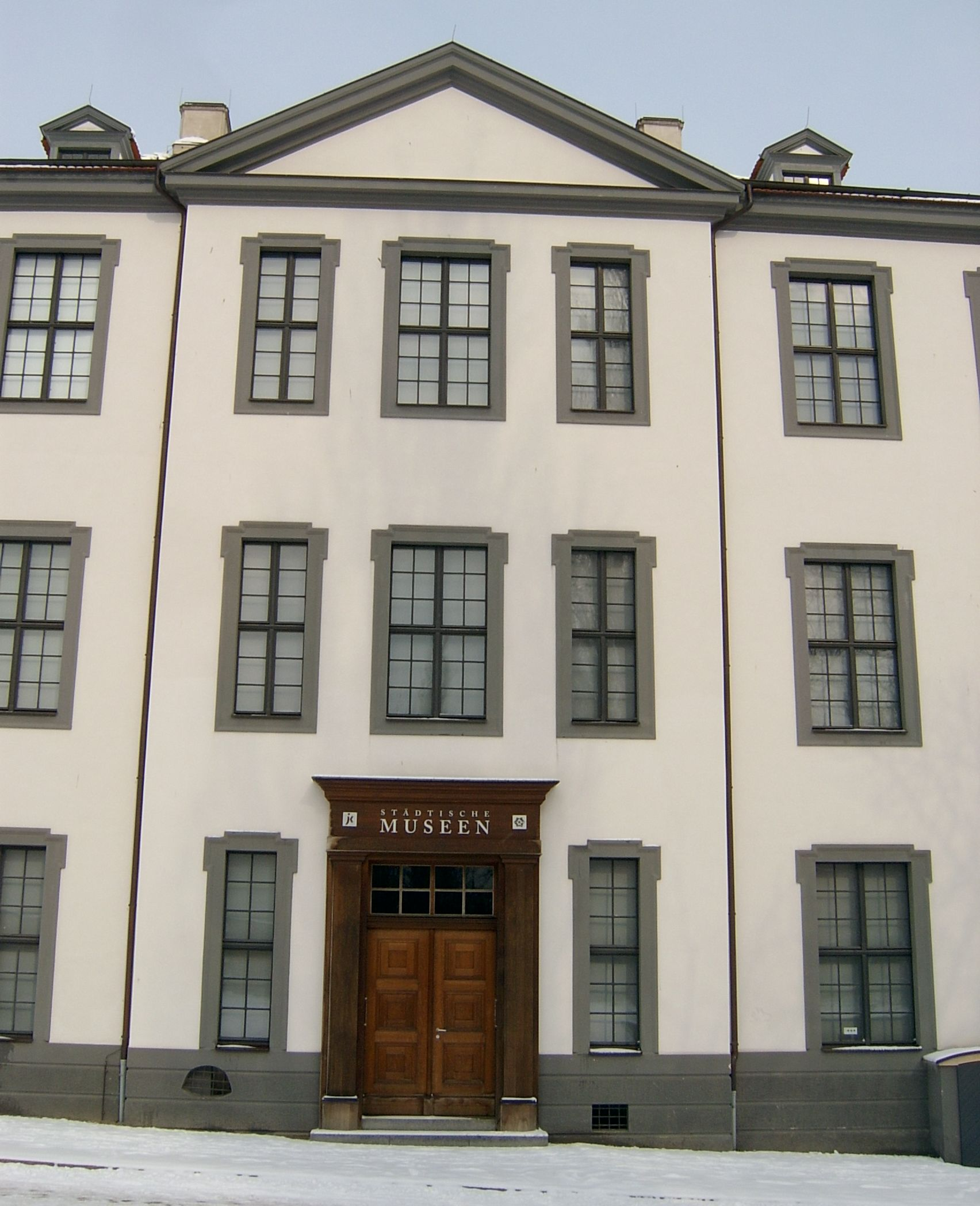
Gmach muzeum w barokowym domu patrycjuszowskim przy Carl-Philipp-Emanuel-Bach-Straße 11

Miejskie Muzea Sztuki Współczesnej i Viadriny (niem. Städtische Museen Junge Kunst und Viadrina) – zespół muzeów miejskich we Frankfurcie nad Odrą.
Powstał w 2002 z połączenia Muzeum Sztuki Współczesnej (Museum Junge Kunst) w barokowym domu patrycjuszowskim (junkierskim) przy Carl-Philipp-Emanuel-Bach-Straße 11 oraz Muzeum Viadriny (Museum Viadrina) w dawnej szkole garnizonowej przy Große Oderstraße 15.
Dyrektorem zespołu muzeów kieruje Prof. Dr. Rieger-Jähner.